# Aero A-26
Aero A-26 byl československý vojenský bitevní a pokračovací cvičný letoun vyráběný továrnou Aero v letech 1923 až 1924. Šlo o její poslední typ odvozený od strojů Hansa-Brandenburg, v řadě započaté typem Hansa-Brandenburg B.I s motorem o výkonu 100 až 160 HP (podle série), kterému se říkalo „malý“ Brandenburg, a pokračující Brandenburg C.I s motorem o výkonu 150 až 250 HP (podle série), jemuž se říkalo „velký“ Brandenburg, ačkoliv měly téměř stejné rozměry, jen „velký“ byl těžší, výkonnější, a mohl nosit zbraně. Oba Brandenburgy již tehdy nebyly moderní ani rychlé, ale byly osvědčené a oblíbené, a oba byly československými leteckými firmami hojně kopírovány: „malý“ Brandenburg B.I jako Aero Ae-01 a Letov Š-10, „velký“ Brandenburg C.I jako A-14 a A-15 a A-26.

## Vývoj a výroba
Na začátku byla objednávka MNO ze dne 15. 12. 1922 na výrobu 4 kusů letadel podle vzorového kusu Brandenburg C.I 26.53 (série 26, výrobní číslo 53). Název typu A-26 vycházel z čísla série vzorového letadla. Objednávka MNO byla 21.12.1922 rozšířena na celkem 23 letadel. Brandenburgy C.I série 26 byly osazeny motory BMW IIIa, u A-26 byly později použity motory Walter W IIIa, licence motoru BMW IIIa pro firmu Walter.
A-26 poprvé vzlétl v roce 1923 a do února 1924 vznikla série 23 kusů. Československé letectvo je klasifikovalo jako bitevní stroje, ale brzy je přeřadilo do role cvičných, zejména při výcviku pilotáže bez vidu. Po vyřazení z vojenské služby byly zbývající A-26 předány aeroklubům a organizacím Masarykovy letecké ligy.

## Technický popis
A-26 je dvoumístný jednomotorový dvouplošník klasické koncepce. Trup letadla je dřevěný s kovovými díly, potažený překližkou. V přední části je uložen kapalinou chlazený šestiválcový řadový motor BMW IIIa (nebo identický W-IIIa) s pevnou dřevěnou vrtulí. Motor je částečně kryt aerodynamicky tvarovanými plechy, hlava motoru je nekrytá a vystupuje nad obrys trupu. Z hlavy motoru je na pravou stranu vyvedeno šest výfukových rour. Chladič kapaliny je nad motorem před horním křídlem a vystupuje nad křídlo. Za motorem je v trupu umístěn otevřený pilotní prostor pro dva letce za sebou. Podvozek letadla je pevný kolový, bez brzd a s blatníky, ostruha je kluzná (bez kolečka, aby bylo možno aspoň trochu brzdit přitažením řízení a přitisknutím ocasu k zemi).
Křídla jsou dřevěné konstrukce s kovovými díly, potažena plátnem. Levá a pravá křídla jsou vyrobena samostatně, horní jsou připevněna k trubkové konstrukci nad trupem, spodní k trupu. Mezi horními a spodními křídly jsou vzpěry, vše vyztuženo mnoha do kříže napnutými ocelovými dráty. Křidélka jsou jen na horním křídle. Pod konci spodních křídel jsou kovové oblouky, chránící konec křídla před dotykem se zemí. Vztlakové klapky ani sloty letadlo nemá.
Ocasní plochy jsou trojúhelníkového tvaru, náběžná hrana SOP je stupňovitá (vystupuje z ní aerodynamické odlehčení směrového kormidla). Konstrukce ocasních ploch je z kovových trubek, potažená plátnem. Ocasní plochy jsou v průřezu zcela rovné (jako deska), nemají letecký profil. Stabilizátor je pevný nestavitelný, zpevněný vzpěrou k trupu a dráty k SOP, kormidla jsou ovládána ocelovými lany. 
Prostor pro posádku je otevřený, s větrným štítkem vpředu, řízení je volantové. 

## Zbarvení a označení
Dle měla letadla Leteckého učiliště v roce 1926 kamufláž s pruhy zelené, stříbřité, hnědé a tmavě okrové barvy (jako rakousko-uherská letadla za 1. světové války).
Letadla v armádní službě byla označena čs. výsostnými znaky, které byly v době uvedení do provozu praporového typu, používané od roku 1922 do roku 1926, a od roku 1927 kokardy označení užívané dodnes VzS AČR. Dále byla letadla označena plukovním znakem na boku trupu, což byl bílý obdélník se znakem pluku, a u letadel Leteckého učiliště prázdný. Po vyřazení letadel z armády a prodeji civilním uživatelům byla letadla registrována v civilním leteckém rejstříku a byla označena pětipísmennou imatrikulací ve tvaru L-Bxxx a po roce 1930 OK-xxx (více v odstavci Provoz). Letadla v civilních službách už zpravidla neměla maskovací nátěr.

## Provoz
Všechny vyrobené kusy převzala armáda, a byly přiděleny ke všem třem leteckým plukům, a k Leteckému učilišti v Chebu a Prostějově. Po vyřazení z armády byly použitelné stroje prodávány civilním uživatelům. Osudy všech A-26 jsou uvedeny v časopisu Hobby Historie č. 26/2014.

## Jak rozeznat A-26
Od velmi podobných A-14 a A-15 (a vzorových Brandenburgů C.I) lze A-26 rozeznat podle výfuků: A-26 má výfuky do pravé strany, kdežto A-14,  A-15 a Bra.369 mají výfuky do levé strany. 
Od  A-1 lze A-26 rozeznat dle šikmé trubky od motoru k chladiči (A-1 má stupňovitě ohýbanou), dále dle většího motoru a vyššího krytu motoru před pilotem („velké“ Brandenburgy C.1 většiny sérií, a jejich kopie A-14,15,26 mají před pilotem výrazně vyvýšený trup s velkým motorem), kdežto „malé“ Brandenburgy B.1 a jejich kopie A-1 mají trup kolem motoru nízký, a s menším motorem. Výfuky mají oba letouny (A-26 i A-1) na pravou stranu, ale A-26 má šest samostatných rour, kdežto A-1 má poslední dvě u sebe. A-1 taky neměly kamufláž.
Od původních letadel Brandenburg C.I se rozeznat spolehlivě nedá.  Určitým vodítkem jsou výsostné znaky: A-26 mají praporové označení (používané 1922 – 1926), kdežto starší Brandenburgy C.1 měly většinou červeno-modro-bílou kokardu (používanou do roku 1922), která však mohla být po roce 1922 změněna za nové praporové znaky. S jistotou lze říct, že A-26 nemůže mít kokardy.

## Specifikace
Údaje podle

### Technické údaje
- Osádka: 2 (pilot a pozorovatel/střelec)
- Rozpětí: 12,30 m
- Délka: 8,30 m
- Nosná plocha: 38,50 m²
- Prázdná hmotnost: 882 kg
- Vzletová hmotnost: 1 1196 kg
- Pohonná jednotka: 1 × kapalinou chlazený šestiválcový řadový motor BMW IIIa
- Výkon pohonné jednotky: 136 kW (185 k)

### Výkony
- Maximální rychlost: 158 km/h
- Cestovní rychlost: 120 km/h
- Dostup: 6 000 m
- Stoupavost: výstup do výše 5 000 m za 37 minut
- Dolet: 420 km

### Výzbroj
- 1 × synchronizovaný kulomet Vickers ráže 7,7 mm[9]
- 2 × pohyblivý kulomet Lewis ráže 7,7 mm[9]